# Ядро з таймером без переривань
Ядро з таймером без переривань або tickless ядро — це ядро операційної системи, в якому переривання від таймера надходять не через рівні інтервали, а лише при потребі.
Ядро Linux для архітектури s390 із версії 2.6.6 і i386 (з версії 2.6.21) можна налаштувати так, що періодичні переривання від таймера зазвичай вимкнені (безтаймерний або динамічние пробудження таймера) для процесорів, що простоюють. Відповідний параметр конфігурації ядра — CONFIG_NO_HZ, а з версії 3.10 — CONFIG_NO_HZ_IDLE, і для підтримки tickless-режиму також для активних процесорів CONFIG_NO_HZ_FULL. Ядро XNU в OS X 10.4 і ядро NT kernel в операційній системі Windows 8 також є безтаймерні.